# Szőnyi Levente
Szőnyi Levente (Debrecen, ? –) háromszoros táncvilágbajnok (salsa és mambó), mozdulatelemző koreográfus, nemzetközi művészeti versenyek zsűritagja, tánctanár, villamosmérnök, mérnök tanár, felavatott védikus pap. Tánc- és mozdulatművészeti tanítványai által 2003-tól ráragasztott "Salsa Levi" néven vált közismertté.
Édesanyja Gazdag Katalin magyar-ének szakos tanár, természetgyógyász, jógaoktató és kineziológus.

## Iskolái
- Petőfi Sándor Általános Iskola (Debrecen)
- Gábor Dénes Elektronikai, Műszaki Szakközépiskola (Debrecen) – Ipari Elektronika Szak 
- Kandó Kálmán Műszaki Főiskola – Gyengeáramú Villamosmérnök Szak
- Budapesti Műszaki Főiskola KKVMF Kar – Híradásipari Villamosmérnök Szak (HIPI) / Műszaki akusztika szakirány
Diploma: Villamosmérnök, kiváló tanulmányi eredményeiért Köztársasági Ösztöndíjat kapott Göncz Árpád Köztársasági Elnöktől 
- Budapesti Műszaki Főiskola – Mérnöktanár Szak
Diploma: Mérnöktanár, kiváló tanulmányi eredményeiért a BMF Humánfejlesztési és Módszertani Intézete "kiváló hallgató" elismerésben részesítette.
- Budapesti Műszaki Egyetem – Digitális Távközlés Szakirány (posztgraduális képzés keretén belül)
Posztgraduális képzések: Mobil Távközlés (GSM), User Interfaces
- WADF (World Artistic Dance Federation) Nemzetközi Pontozóbírói Képzés (Moszkva, 2014)

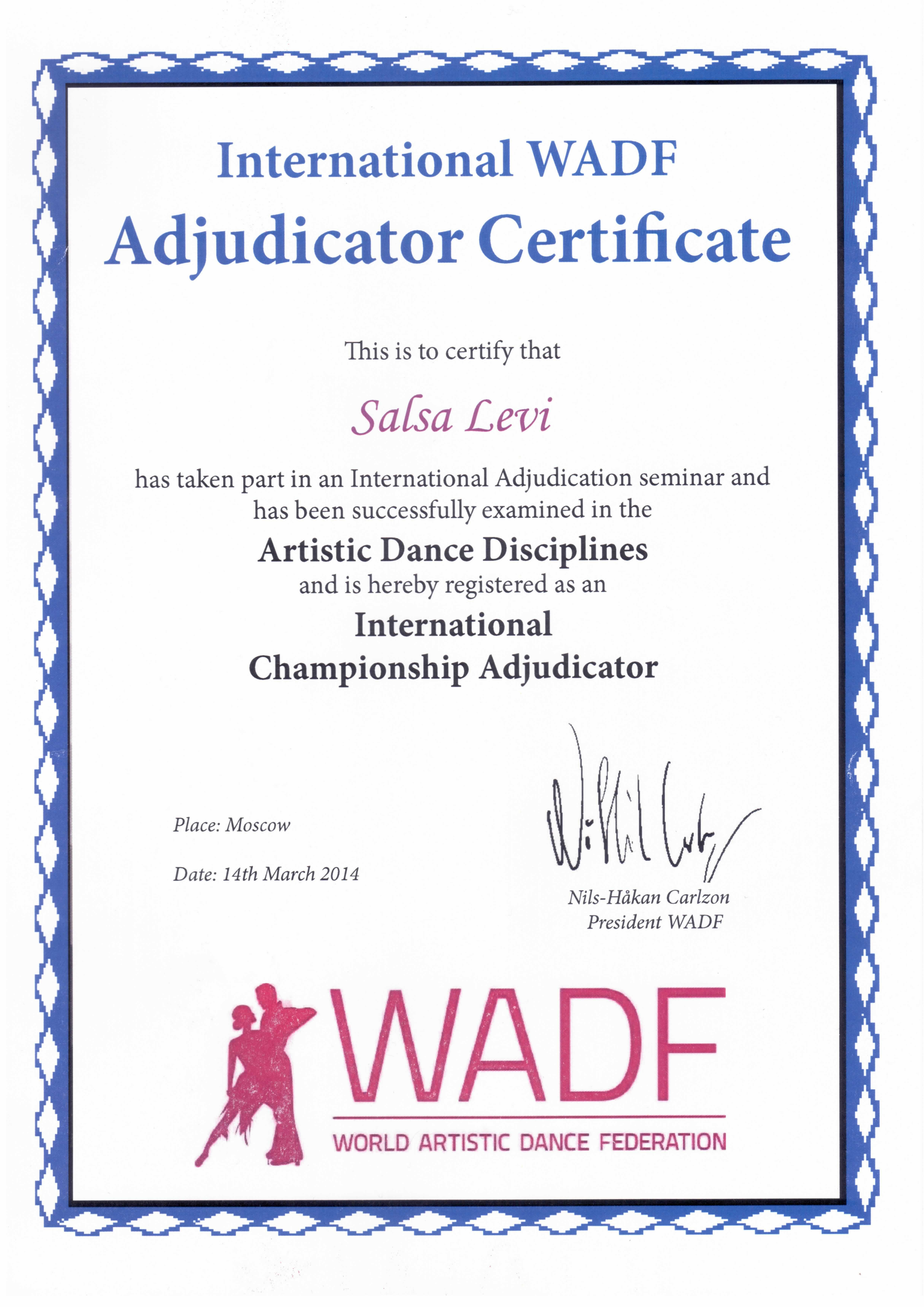

## Munkahelyei
1999-2001 Tanzstudio Heidelberg by Antonio Hugo Leon Palm - Tánctanár, oktatás szervező
2000-2001 Grüngold GmBh - Kutatási és Fejlesztési Szakértő (mozdulat digitalizáció és standardizációs program)
2000-2001 Tánctanár, Koreográfus (Egyetemi Táncsport Alapítvány)
2000-2004 Tánctanár (Dlue Danube Dance Studio)
2001-2002 ADTV - Tanácsadó (Tánc Standardizációs Bizottság)
2001-2002 SysData Kft. – Programozó (Távközlési rendszerek gépi kódú programozása)
2002-2003 Siemens PSE – Német Szövetségi Hadsereg (Deutsche Bundeswehr) – Katonai Távközlési Rendszermérnök (Rotbuch)
2004-2010 Társalapító és Stúdió Menedzser (Studio Vida Dance Studio)
2005- Alapító és Elnökségi Tag (Fuego Dance Company Budapest) 
2006-2007 Pontozóbíró (WSF - World Salsa Federation, Miami FL)
2010- Alapító és Művészeti Vezető (Broadway Dance Center Dance Studio)
2010-2017 Pontozóbíró (IDO - International Dance Organisation)
2014- Pontozóbító (WADF - World Artistic Dance Federation)